# Condado de Butts
O Condado de Butts é um dos 159 condados do Estado americano de Geórgia. A sede do condado é Jackson, e sua maior cidade é Jackson. O condado possui uma área de 492 km², uma população de 19,522 habitantes, e uma densidade populacional de 40 hab/km² (segundo o censo nacional de 2000). O condado foi fundado em 24 de dezembro de 1825.